# Томас Брусиг
Томас Брусиг (на немски: Thomas Brussig) е немски писател, автор на романи, сценарии и книги за деца.

## Биография и творчество
Томас Брусиг е роден през 1964 г. в Източен Берлин и прекарва там своето детство.
През 1984 г. завършва професионално обучение с матура за строителен работник. Отбива редовната си военна служба като младши полицай.
До падането на Берлинската стена работи различни неща. През 1990 г. започва да следва социология в Свободния университет на Берлин, а през 1993 г. се прехвърля в киноинститута „Конрад Волф“ в Потсдам-Бабелсберг. През 2000 г. завършва следването си като дипломиран филмов и телевизионен драматург.
Брусиг дебютира като писател през 1991 г. с романа „Цветовете на водата“ („Wasserfarben“), публикуван под псевдоним. Литературният му пробив става през 1995 г. с романа за политическата промяна в ГДР „Герои като нас“ („Helden wie wir“).
Книгите му са преведени на 28 езика. Писателят е удостоен с няколко литературни награди. Съосновател е на любекската „Група 05“. През летния семестър на 2012 г. е доцент по поетика в Университета Кобленц-Ландау.
Томас Брусиг живее със съпругата и децата си в Берлин и Мекленбург като писател и сценарист на свободна практика.

## Награди и отличия (подбор)
- 1999: Deutscher Drehbuchpreis für Sonnenallee (mit Leander Haußmann)
- 2000: „Награда Ханс Фалада“ на град Ноймюнстер
- 2000: Berliner Bär (B.Z.-Kulturpreis)
- 2002: New-York-Stipendium des Deutscher Literaturfonds|Deutschen Literaturfonds und des Deutschen Hauses der NYU
- 2003: Aufenthaltsstipendium der Stiftung Kulturfonds im Künstlerhaus Schloss Wiepersdorf
- 2005: Carl-Zuckmayer-Medaille
- 2012: Writer in residence in Rio de Janeiro
- 2012: Deutscher Comedy-Preis für Stankowskis Millionen